# Toribio de Peñalba
Toribio de Peñalba (n. ca. 1610 – f. 1718) fue alcalde de la hermandad y procurador general de Buenos Aires.

## Biografía
Nacido en Vioño de Piélagos, Santander, España. Arribó en 1629 al Puerto de Buenos Aires desde el Brasil, casándose al tiempo con Ana de Sosa, hija del portugués Vicente Simoes de Sosa.
En 1640 Peñalba recibió tierras, además de haber adquirido otras de Amador Báez de Alpoin, un hijo de su homónimo portugués Amador Vaz de Alpoim y de Margarita Cabral de Melo. Fue en su época de los mayores terratenientes de la tenencia de gobiernos de Buenos Aires. Ejerció el cargo de alcalde de la hermandad.
Toribio de Peñalba y Ana de Sosa tuvieron seis hijos, uno de ellos, Juan, casó con Ana de Rojas, nieta del teniente de gobernador Pedro de Rojas y Acevedo. Juan de Peñalva y Ana de Rojas son ancestros distantes Anastacia Espinosa, (esposa de Casimiro Alegre).